# Philipp Johann Ferdinand Schur
Philipp Johann Ferdinand Schur  (Königsberg, 1799 — Bielitz, 1878) foi um botânico que se distinguiu no estudo da flora do Sueste da Europa, especialmente da Transilvânia.

## Descrição
Ficou conhecido principalmente pela sua  monumental obra intitulada Enumeratio plantarum Transsilvaniae, com mais de um milhar de páginas e objecto de múltiplas reedições. Também adquiriu e preparou uma enorme colecção de espécimes de herbário, presentemente nos herbários Lviv e de Oberösterreichschen.
O seu nome serviu de epónimo para os seguintes taxa:
- (Asteraceae) Carduus × schurii Nyár.[1]
- (Euphorbiaceae) Euphorbia × schurii Simonk.[2]
- (Lamiaceae) Ajuga schurii Rouy[3]
- (Orchidaceae) Dactylorhiza schurii (Klinge) Aver.[4]
- (Poaceae) Koeleria schurii Ujhelyi[5]
- (Polygonaceae) Polygonum schurii Fuss[6]
- (Ranunculaceae) Aconitum schurii Beck[7]
- (Rhamnaceae) Rhamnus × schurii Kárpáti[8]
- (Rosaceae) Potentilla schurii Fuss ex Zimmeter[9]|divcolend}}